# Phyllanthus pomiferus
Phyllanthus pomiferus är en emblikaväxtart som beskrevs av Joseph Dalton Hooker. Phyllanthus pomiferus ingår i släktet Phyllanthus och familjen emblikaväxter. Inga underarter finns listade i Catalogue of Life.